# 우르헬역
우르헬역(스페인어: Urgel)은 마드리드 지하철 5호선의 역이다. 마드리드 카라반첼 구의 헤네랄 리카르도스 거리에서 카미노 비에호 데 레가네스 거리와의 교차로 옆 지점에 위치해 있다. 요금구역상으로는 A구역에 속한다.

## 역사
1968년 6월 5일 5호선의 카야오 - 카라반첼 구간 개통과 함께 영업에 들어갔다. 1990년대 말에는 승강장 천장의 방수공사를 거쳤고, 2003년부터 2004년까지 내장공사를 진행하여 벽면을 철판으로 새로 바꿨다.

## 환승 정보
역 주변에 시내버스 정류장이 세 곳 있다.
버스
- 시내버스
  - 34, 35, 118, 119번 노선 (주간)
  - N26번 노선 (야간)

지하철
| 마드리드 지하철                       | 마드리드 지하철       | 마드리드 지하철       |
| ------------------------------------- | --------------------- | --------------------- |
| 마르케스 데 바디요 알라메다 데 오수나 | 마드리드 지하철 5호선 | 오포르토 카사 데 캄포 |